# Campionati europei di trampolino elastico 1985
I Campionati europei di trampolino elastico 1985 sono stati la 9ª edizione della competizione organizzata dalla Unione Europea di Ginnastica. Si sono svolti a Groninga, nei Paesi Bassi, dal 20 al 21 settembre 1985.

## Medagliere
| Posiz. | Nazione          | Oro | Argento | Bronzo | Totale |
| ------ | ---------------- | --- | ------- | ------ | ------ |
| 1      | Francia          | 4   | 4       | 1      | 9      |
| 2      | Unione Sovietica | 4   | 3       | 2      | 9      |
| 3      | Spagna           | 3   | 1       | 0      | 4      |
| 4      | Germania Ovest   | 2   | 4       | 3      | 9      |
| 5      | Regno Unito      | 1   | 0       | 2      | 3      |
| 6      | Belgio           | 0   | 1       | 2      | 3      |
| 6      | Polonia          | 0   | 1       | 2      | 3      |
| 8      | Portogallo       | 0   | 0       | 2      | 2      |
| 9      | Paesi Bassi      | 0   | 0       | 1      | 1      |
| Totale | Totale           | 14  | 14      | 15     | 43     |

## Podi
| Evento                | Oro                                                                                    | Argento                                                                             | Bronzo                                                                       |
| Uomini                |                                                                                        |                                                                                     |                                                                              |
| Trampolino a squadre  | Unione Sovietica Igor Bogachev Vadim Krasnochapka Igor Gelimbatovski Sergei Nestreliai | Francia Lionel Pioline Hubert Barthod Daniel Péan Laurent Mainfray                  | Germania Ovest Michael Kuhn Bernd Leichert Dieter Wozniak Ralf Pelle         |
| Double Mini a squadre | Spagna Angel Ballesteros José Serrano Juan Casero Javier Sosa                          | Germania Ovest Manfred Schwedler Thorsten Hartmann Christian Pöllath Dieter Wozniak | Portogallo Luís Nunes Rui Santos Luís Santos Pedro Beato                     |
| Tumbling a squadre    | Francia Pascal Éouzan Didier Semmola Philippe Chapus Christophe Lamber                 | Polonia Sławomir Borejszo Zbigniew Bachor Marek Król Wojciech Zabierowski           | Belgio Wim van Landeghem Koen van Maele Filip Coppens                        |
| Trampolino            | Vadim Krasnochapka (URS)                                                               | Lionel Pioline (FRA)                                                                | Igor Gelimbatovski (URS)                                                     |
| Double Mini           | Angel Ballesteros (ESP)                                                                | Manfred Schwedler (FRG)                                                             | Thorsten Hartmann (FRG)                                                      |
| Tumbling              | Pascal Éouzan (FRA)                                                                    | Didier Semmola (FRA)                                                                | Sławomir Borejszo (POL) Zbigniew Bachor (POL)                                |
| Synchro               | Unione Sovietica Igor Gelimbatovski Sergej Nestreliai                                  | Unione Sovietica Igor Bogachev Vadim Krasnochapka                                   | Francia Lionel Pioline Hubert Barthod                                        |
| Donne                 |                                                                                        |                                                                                     |                                                                              |
| Trampolino a squadre  | Unione Sovietica Irina Bludova Liliya Ivanova Svetlana Glebova Tatiana Vigovskaya      | Germania Ovest Beate Kruswicki Hiltrud Roewe Gabi Bahr Ute Oder                     | Regno Unito Andrea Holmes Sue Shotton Kyrstyan McDonald Judy Harries         |
| Double Mini a squadre | Germania Ovest Gabi Dreier Bettina Lehmann Nicole Krüger Heike Holthoff                | Spagna Inmaculada Pazos Maria Perez Pilar Muñoz Gloria Herrera                      | Portogallo Maria Baptista Teresa Moutinho Lurdes Pereira Ana Rita Vilas-Boas |
| Tumbling a squadre    | Francia Isabelle Jagueux Sandrine Vacher Muriel Boudsocq                               | Belgio Claudia Peeters Alexandra Debaveye Gretel Leroy                              | Paesi Bassi Anneke Milius Barbara Spit Anneke de Jong Monique de Groot       |
| Trampolino            | Andrea Holmes (GBR)                                                                    | Irina Bludova (URS)                                                                 | Liliya Ivanova (URS)                                                         |
| Double Mini           | Inmaculada Pazos (ESP)                                                                 | Gabi Dreier (FRG)                                                                   | Bettina Lehmann (FRG)                                                        |
| Tumbling              | Isabelle Jagueux (FRA)                                                                 | Sandrine Vacher (FRA)                                                               | Claudia Peeters (BEL)                                                        |
| Synchro               | Germania Ovest Gabi Bahr Beate Kruswicki                                               | Unione Sovietica Irina Bludova Elena Bobova                                         | Regno Unito Penny Thomas Andrea Holmes                                       |